# Dealing with It!
Dealing with It! è il secondo album dei Dirty Rotten Imbeciles, pubblicato nel 1985 dalla Rotten Records. Il lavoro procede in linea di massima sulla falsariga del disco precedente, un velocissimo hardcore punk.
L'album contiene, tra gli altri brani, versioni leggermente diverse di alcune tracce già presenti nel precedente album Dirty Rotten LP del 1983.

## Tracce
1. Snap – 1:10
2. I'd Rather be Sleeping – 1:12
3. Marriage – 0:53
4. Yes Ma'am * – 1:56
5. Soup Kitchen – 2:02
6. Mad Man – 1:40
7. Stupid, Stupid War – 0:26
8. Counter Attack – 1:02
9. Couch Slouch * – 1:26
10. God is Broke – 1:07
11. Karma – 2:16
12. Nursing Home Blues – 3:50
13. I Don't Need Society * – 1:36
14. Give My Taxes Back – 0:56
15. The Explorer – 1:36
16. Reaganomics * – 0:46
17. How to Act – 1:10
18. Shame – 1:09
19. Argument Then War – 3:23
20. Evil Minds – 0:59
21. Slit My Wrist – 0:30
22. Busted Again – 0:54
23. Equal People – 0:51
24. On My Way Home – 1:00
25. Bail Out – 0:44
26. Running Around * - 1:01
27. Sad to Be * - 2:09

* = Già presente nell'album Dirty Rotten LP (1983).

## Formazione
- Kurt Brecht – voce
- Spike Cassidy – chitarra, basso
- Mike Offender – basso
- Felix Griffin – batteria